# Thierry Chenal
Thierry Chenal (pron. fr. AFI: [tjeʁi ʃənal]) (Aosta, 2 novembre 1992) è un ex biatleta italiano.

## Biografia
Originario di Sarre, Chenal in Coppa del Mondo ha esordito l'8 dicembre 2017 a Hochfilzen (45º in sprint) e ha ottenuto il primo podio il 7 gennaio 2018 a Oberhof (2º in staffetta). In carriera non ha preso parte né a rassegne olimpiche né iridate.

## Palmarès

### Coppa del Mondo
- 1 podio (a squadre):
  - 1 secondo posto